# Albert van Saksen
Frederik August Albert (Dresden, 23 april 1828 – Sibyllenort bij Breslau, 19 juni 1902) was van 1873 tot 1902 koning van Saksen. Hij was de zoon van koning Johan van Saksen en Amalie Auguste van Beieren, dochter van Maximiliaan I Jozef van Beieren.
Zoals gebruikelijk was Alberts opvoeding sterk militair getint, maar hij volgde ook colleges aan de universiteit van Bonn. In 1849 maakte hij de Eerste Duits-Deense Oorlog mee. Hij trad in 1853 in het huwelijk met Carola van Wasa, kleindochter van Gustaaf IV Adolf van Zweden. Dit huwelijk bleef kinderloos.
Kroonprins Albert leidde in de Oostenrijks-Pruisische Oorlog van 1866 het, in deze oorlog verslagen, Saksische leger tegen het Pruisische leger onder prins Frederik Karel. Hij verwierf hier de reputatie een goed militair te zijn. Na de oorlog trad Saksen toe tot de Noord-Duitse Bond en voerde Albert opnieuw het Saksische leger aan, dat nu slechts een deel van het Noord-Duitse leger was. In de Frans-Pruisische Oorlog van 1870 commandeerde hij opnieuw de Saksen, ditmaal onder zijn oude tegenstander Frederik Karel. De beslissende aanval op Saint-Privat-la-Montagne werd door Albert uitgevoerd. Na de wapenstilstand kreeg hij het commando over de Duitse bezettingsmacht in Frankrijk.
Samen met zijn broer George, die onder hem diende, woonde hij op 18 januari 1871 in Versailles de kroning van de Pruisische koning Wilhelm I tot Duits keizer bij.
Albert besteeg de troon na de dood van zijn vader op 29 oktober 1873. Hij besteedde weinig aandacht aan de politiek en richtte zich op militaire zaken, waar zijn advies en ervaring zeer van pas kwamen. Onder zijn bewind was Saksen dan ook een modelstaat voor de constitutionele monarchie. In 1897 zat hij een scheidgerecht voor dat bemiddelde in het conflict over de erfopvolging in Lippe, dat het uiteindelijk toewees aan Leopold van Lippe-Biesterfeld. Hij stierf kinderloos en werd opgevolgd door zijn broer George.

## Militaire loopbaan
- Hauptmann: 1849
- Major:
- Oberst: 1851
- Generalmajor:
- Generalleutnant:
- Generalfeldmarschall: 11 juli 1871[2]

## Onderscheidingen
- Grootkruis in de Militaire Willems-Orde op 9 juli 1878[3]
- Grootmeester in de Orde van de Kroon van Wijnruit
- Grootmeester in de Militaire Orde van Sint-Hendrik
  - Grootkruis op 16 juli 1866[2]
  - Ridder op 22 april 1849[2]
- Grootmeester in de Orde van Burgerlijke Verdienste
- Grootmeester in de Albrechtsorde
- Ridder in de Orde van de Aankondiging in 1850
- Grootkruis in de Orde van Sint-Mauritius en Sint-Lazarus in 1850
- Grootkruis in de Orde van de Italiaanse Kroon
- Ridder in de Orde van de Kousenband in 1882
- Pour le Mérite op 21 juli 1849[2][4]
  - Eikenloof op 6 december 1870[2]
- Grootkruis van het IJzeren Kruis[1] op 22 maart 1871[2]
- IJzeren Kruis 1870, 1e klasse en 2e klasse
- Grootkruis in de Orde van Maria Theresia
- Ridder in de Orde van het Gulden Vlies[5]
- Militaire Max Joseph-Orde
  - Grootkruis op 22 maart 1871[2]
- Ridder der Eerste Klasse in de Orde van de Leeuw van Zähringen
- Ridder in de Orde van de Serafijnen
- Orde van Sint-George, 2e klasse
- Orde van Sint-Andreas de Eerstgeroepene
- Ridder in de Orde van de Olifant in 1878
- Grootkruis in de Orde van Militaire Verdienste met Zwaarden
- Grootkruis in de Militaire Orde van Verdienste op 18 januari 1871[2]

## Voorouders
| Voorouders van Albert van Saksen | Voorouders van Albert van Saksen                                                   | Voorouders van Albert van Saksen                                                   | Voorouders van Albert van Saksen                                          | Voorouders van Albert van Saksen                                          | Voorouders van Albert van Saksen                                                                   | Voorouders van Albert van Saksen                                                                   | Voorouders van Albert van Saksen                                               | Voorouders van Albert van Saksen                                               |
| -------------------------------- | ---------------------------------------------------------------------------------- | ---------------------------------------------------------------------------------- | ------------------------------------------------------------------------- | ------------------------------------------------------------------------- | -------------------------------------------------------------------------------------------------- | -------------------------------------------------------------------------------------------------- | ------------------------------------------------------------------------------ | ------------------------------------------------------------------------------ |
| Overgrootouders                  | Frederik Christiaan van Saksen (1722-1763) ∞ Maria Antonia van Beieren (1723-1780) | Frederik Christiaan van Saksen (1722-1763) ∞ Maria Antonia van Beieren (1723-1780) | Ferdinand van Parma (1756-1802) ∞ Maria Amalia van Oostenrijk (1746-1804) | Ferdinand van Parma (1756-1802) ∞ Maria Amalia van Oostenrijk (1746-1804) | Frederik Michael van Palts-Birkenfeld (1724-1767) ∞ Maria Francisca van Palts-Sulzbach (1724-1794) | Frederik Michael van Palts-Birkenfeld (1724-1767) ∞ Maria Francisca van Palts-Sulzbach (1724-1794) | Karel Lodewijk van Baden (1755-1801) ∞ Amalia van Hessen-Darmstadt (1754-1832) | Karel Lodewijk van Baden (1755-1801) ∞ Amalia van Hessen-Darmstadt (1754-1832) |
| Grootouders                      | Maximiliaan van Saksen (1759-1838) ∞ Carolina van Parma (1770-1804)                | Maximiliaan van Saksen (1759-1838) ∞ Carolina van Parma (1770-1804)                | Maximiliaan van Saksen (1759-1838) ∞ Carolina van Parma (1770-1804)       | Maximiliaan van Saksen (1759-1838) ∞ Carolina van Parma (1770-1804)       | Maximiliaan I Jozef van Beieren (1756-1825) ∞ Caroline van Baden (1776-1841)                       | Maximiliaan I Jozef van Beieren (1756-1825) ∞ Caroline van Baden (1776-1841)                       | Maximiliaan I Jozef van Beieren (1756-1825) ∞ Caroline van Baden (1776-1841)   | Maximiliaan I Jozef van Beieren (1756-1825) ∞ Caroline van Baden (1776-1841)   |
| Ouders                           | Johan van Saksen (1801-1873) ∞ Amalia Augusta van Beieren (1801-1877)              | Johan van Saksen (1801-1873) ∞ Amalia Augusta van Beieren (1801-1877)              | Johan van Saksen (1801-1873) ∞ Amalia Augusta van Beieren (1801-1877)     | Johan van Saksen (1801-1873) ∞ Amalia Augusta van Beieren (1801-1877)     | Johan van Saksen (1801-1873) ∞ Amalia Augusta van Beieren (1801-1877)                              | Johan van Saksen (1801-1873) ∞ Amalia Augusta van Beieren (1801-1877)                              | Johan van Saksen (1801-1873) ∞ Amalia Augusta van Beieren (1801-1877)          | Johan van Saksen (1801-1873) ∞ Amalia Augusta van Beieren (1801-1877)          |
| Albert van Saksen (1828-1902)    |                                                                                    |                                                                                    |                                                                           |                                                                           | | |                                                                                |                                                                                |